# Urmagerens Bryllup
Urmagerens Bryllup er en dansk stum komediefilm fra 1908 produceret af Nordisk Films Kompagni og instrueret af Viggo Larsen.

## Handling
Denne artikel mangler et handlingsreferat. Hjælp os med at skrive det.

## Medvirkende
- Carl Alstrup
- Lily Jansen
- Knud Lumbye
- Holger-Madsen